# شهر قمار
شهر قمار (انگلیسی: Gambling City؛ ‏ایتالیایی: La città gioca d'azzardo) یک فیلم پلیسی ایتالیایی به کارگردانی سرجو مارتینو است که در سال ۱۹۷۵ منتشر شد.

## بازیگران
- لوک مرندا
- دایل هادون
- انریکو ماریا سالرنو
- کورادو پانی
- لینو تروئیزی
- کارلو آلیگیرو
- سالواتوره پونتیلو